# Clitocybe
Clitocybe é um gênero de cogumelos da família Tricholomataceae. Poucas espécies deste gênero são comestíveis, e muitas são venenosas.

## Espécies selecionadas
Esta é uma lista de algumas das cerca de 300 espécies do gênero:
- Clitocybe acromelalga
- Clitocybe alexandri
- Clitocybe amoenolens
- Clitocybe brumalis
- Clitocybe candicans
- Clitocybe candida
- Clitocybe cerussata
- Clitocybe cistophila
- Clitocybe dealbata
- Clitocybe ditopus
- Clitocybe dilata
- Clitocybe eccentrica
- Clitocybe entoloma
- Clitocybe eucalyptorum
- Clitocybe fragrans
- Clitocybe geotropa
- Clitocybe glacialis
- Clitocybe glutiniceps
- Clitocybe sclerotoidea
- Clitocybe truncicola
- Clitocybe vibecina